# Tommie Smith
Pour les articles homonymes, voir Smith et Tommy Smith.
Tommie Smith (né le 6 juin 1944 à Clarksville au Texas) est un athlète américain. Surnommé « Tommie jet », cet athlète de 1,91 mètre pour 84 kilos est l'un des meilleurs athlètes de tous les temps sur 200 mètres, mais il est surtout resté célèbre pour avoir protesté après sa victoire, avec son compatriote John Carlos, en levant un poing ganté de noir contre les discriminations dont étaient victimes les Noirs aux États-Unis, sur le podium du 200 mètres des Jeux olympiques d'été de 1968 à Mexico. Sur le podium, en signe de soutien, Peter Norman, un athlète blanc, porte un badge de l’Olympic Project for Human Rights (OPHR), à la fondation duquel participa John Carlos. Les trois athlètes surprennent les spectateurs, les réactions de ceux-ci étant très différenciées.

## Biographie

### Jeunesse
Tommie Smith est né le 6 juin 1944, jour du débarquement américain en Normandie, à Clarksville au Texas. Il est le septième d'une famille de douze enfants de Richard et Dora Smith. Il souffre d'une pneumonie peu après sa naissance mais survit.
Smith considère avoir fait ses débuts dans l'athlétisme lorsqu'il était en 4e du primaire (plus ou moins l'équivalent du CM1 en France), en disputant une course contre le meilleur coureur de l'école qui n'était autre que sa sœur.

### Études
Il étudie la sociologie à l'université d'État de San José où il s'entraîne sous la direction de Lloyd « Bud » Winter en compagnie de Lee Evans et John Carlos. Il survole les disciplines des 200 et 400 mètres entre 1965 et 1968 grâce à son accélération de fin de course.
Le 7 mai 1966 à San José il établit ses premiers records du monde en courant un 220 yards (201,17 m) en ligne droite en 19 s 5, soit une vitesse moyenne de 37 km/h 139, pulvérisant le record du monde précédent de 5 dixièmes de seconde. Ce temps fut également homologué comme record du monde du 200 m en ligne droite. Ce record aura une longévité exceptionnelle, puisqu'il tiendra 44 ans avant d'être battu par Tyson Gay en mai 2010 avec un temps de 19 s 41 sur 200 m. Mais il est vrai que le 200 m ne se court plus beaucoup en ligne droite.
Le 11 juin 1966 à Sacramento il bat le record du monde du 220 yards avec virage en 20 s 0. Là encore ce temps est le nouveau record du monde du 200 m bien que Smith ait couru un peu plus que la distance (1,17 m). Toujours en 1966, le 25 juillet à Los Angeles, il bat le record du monde du relais 4 × 400 mètres avec l'équipe nationale américaine en 2 min 59 s 6. C'est la première fois que l'on descend sous les 3 minutes dans cette discipline. Le 20 mai 1967 à San José il s'approprie dans la même course le record du monde du 440 yards (402,34 m) en 44 s 8, et le record du 400 mètres en 44 s 5. Il semble capable de faire bien mieux sur cette distance, mais il préfère se concentrer sur le 200 mètres. Au total, durant sa période universitaire, il égalera ou dépassera treize records mondiaux et sera reconnu « Most Valuable Athlete » (meilleur athlète) trois années consécutives en basket-ball, football américain et athlétisme.
Après avoir passé son baccalauréat en arts de sociologie avec comme spécialité la science militaire et l'éducation physique auprès de l'université d'État de San José, Tommie Smith reçut sa maîtrise en sociologie à Goddard-Cambridge, Boston.

### Universiade de 1967
Tommie Smith participe à l'Universiade d'été 1967 à Tokyo où il remporte la médaille d'or sur 200 mètres.

### Les Jeux olympiques de 1968

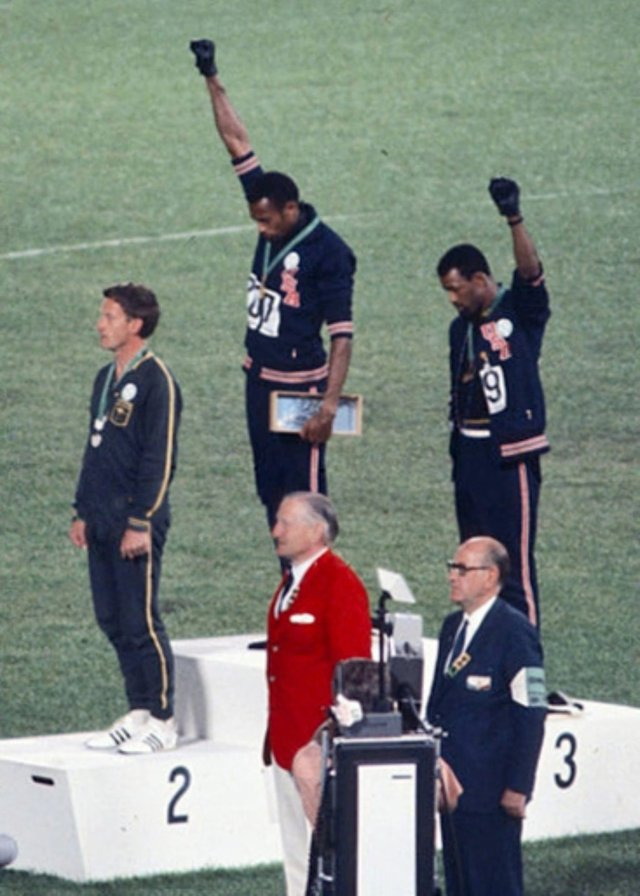
Podium du 200 m des Jeux olympiques de 1968 : poings levés, les Américains Tommie Smith et John Carlos et l'Australien Peter Norman.

Aux Jeux olympiques à Mexico le programme ne lui permet pas de s'aligner sur le 400 mètres en plus du 200 mètres. Sur le 200 m des sélections olympiques américaines il est battu par John Carlos, qui court en 19 s 7 contre 19 s 9 pour Tommie Smith (19 s 98 électroniques). Ce temps n'est pas homologué comme record du monde, car Smith et Carlos portent des chaussures spéciales, interdites par le règlement, dites "brosses" (comportant un plus grand nombre de pointes). À Mexico le duel entre les deux hommes est très attendu, d'autant que Carlos est aussi le champion en titre du 200 mètres aux Jeux panaméricains de 1967.
Le 16 octobre 1968 Tommie Smith est le vainqueur du 200 m olympique, malgré une légère blessure aux adducteurs contractée lors des demi-finales. Avec un chrono de 19 s 83, favorisé il est vrai par l'altitude, il bat le record du monde du 200 mètres grâce à une éblouissante ligne droite, devant l'Australien Peter Norman 20 s 06, et Carlos, troisième en 20 s 10. Il se relâcha ostensiblement durant les derniers mètres de la course, levant les bras au ciel en signe de victoire, et gaspillant par la même occasion quelques centièmes voire quelques dixièmes de seconde.
Lors de la montée sur le podium le 17 octobre, il est en chaussettes noires montantes et lève un poing ganté de noir, tête baissée, pendant l'hymne américain The Star-Spangled Banner. Son compatriote John Carlos l'accompagne en levant son autre poing puisqu'à cause de l'oubli de sa propre paire de gants il partage celle de Smith en prenant le gant de gauche. Très symbolique, ce geste est souvent associé au Black Panther Party, bien que Tommie Smith n'en ait jamais fait partie. En effet, il se réclame de l'Olympic Project for Human Rights, groupe qui proposait un boycott des Jeux olympiques par les athlètes afro-américains tant que leurs droits civils ne seraient pas respectés. Des badges de l'organisation seront d'ailleurs portés lors du geste, y compris par Peter Norman, athlète australien deuxième de la course, qui suggéra lui-même le partage de la paire de gants des autres athlètes. Un autre geste symbolique qui a moins été remarqué lors de cet épisode est qu'il a posé sur le podium sa paire de Puma Suede pour rappeler que les afro-américains n'ont même pas les moyens de s'offrir ce type de chaussures, les chaussettes noires montantes étant le symbole de la pauvreté des noirs.
Le président du CIO, Avery Brundage, déclare qu'une protestation concernant la politique intérieure d'un pays n'a pas sa place au sein d'un événement apolitique tel que les Jeux olympiques. En réponse à leur action, il ordonne que Smith et Carlos soient suspendus de l'équipe américaine et bannis du village olympique. Les deux athlètes seront suspendus, puis interdits de compétition à vie. Peter Norman sera lui aussi mis à l'écart par son pays. À la suite de ce geste, que Smith appellera « Stand for Victory », les deux hommes recevront également des menaces de mort contre eux et leur famille. Smith n'est alors âgé que de 24 ans. Son record homologué ne sera pas battu avant 1979 et restera un record olympique jusqu'en 1984.
L'athlète américaine Wyomia Tyus et ses coéquipières ont dédié leurs médailles d'or du relais 4 × 100 mètres de Mexico à Smith et Carlos pour leur geste.

### Après 1968
(en) Statistiques sur pro-football-reference
Après 1968 Smith est invité à différents camps d'entraînement d'équipes professionnelles de football américain, comme celui des Bengals de Cincinnati et des Raiders de Los Angeles. Ce fut par l'intermédiaire de l'ancien camarade de chambre de Smith à San José et désormais joueur à Cincinnati, Saint Saffold, que Smith tente sa chance chez les Bengals, alors en AFL. Là, Bill Walsh, l'entraîneur assistant de l'époque, confie pour mission au quart-arrière remplaçant Sam Wyche d'envoyer le ballon aussi loin que possible afin que Smith ne puisse pas le rattraper et ainsi tester la vitesse de course de Smith. Smith rattrapa tous les ballons, impressionnant tout le monde. La franchise de Cincinnati s'attache donc ses services, et Smith est posté comme receveur éloigné spécialisé dans les réceptions lointaines. Cependant, le quart-arrière titulaire de l'équipe Greg Cook manque de puissance pour envoyer le ballon sur lui, obligeant Smith à faire régulièrement marche arrière pour espérer attraper des ballons. Lors d'un match contre les Raiders, il rattrape en l'air une passe devant George Atkinson et Chip Oliver mais est blessé à la clavicule par les joueurs en revenant au sol. Smith est donc indisponible le reste de la saison et, s'il participe à la saison suivante, il ne fait aucune réception officialisée et annonce son retrait de l'équipe, après notamment des menaces de mort. Smith ne sera comptabilisé que de deux matchs en 1969 pour une réception et 41 yards gagnés.
Tommie Smith retournera ensuite à l'athlétisme et sera entraîneur des équipes de sprint de l'Oberlin College dans l'Ohio puis de l'université de Santa Monica en Californie.

### La reconnaissance

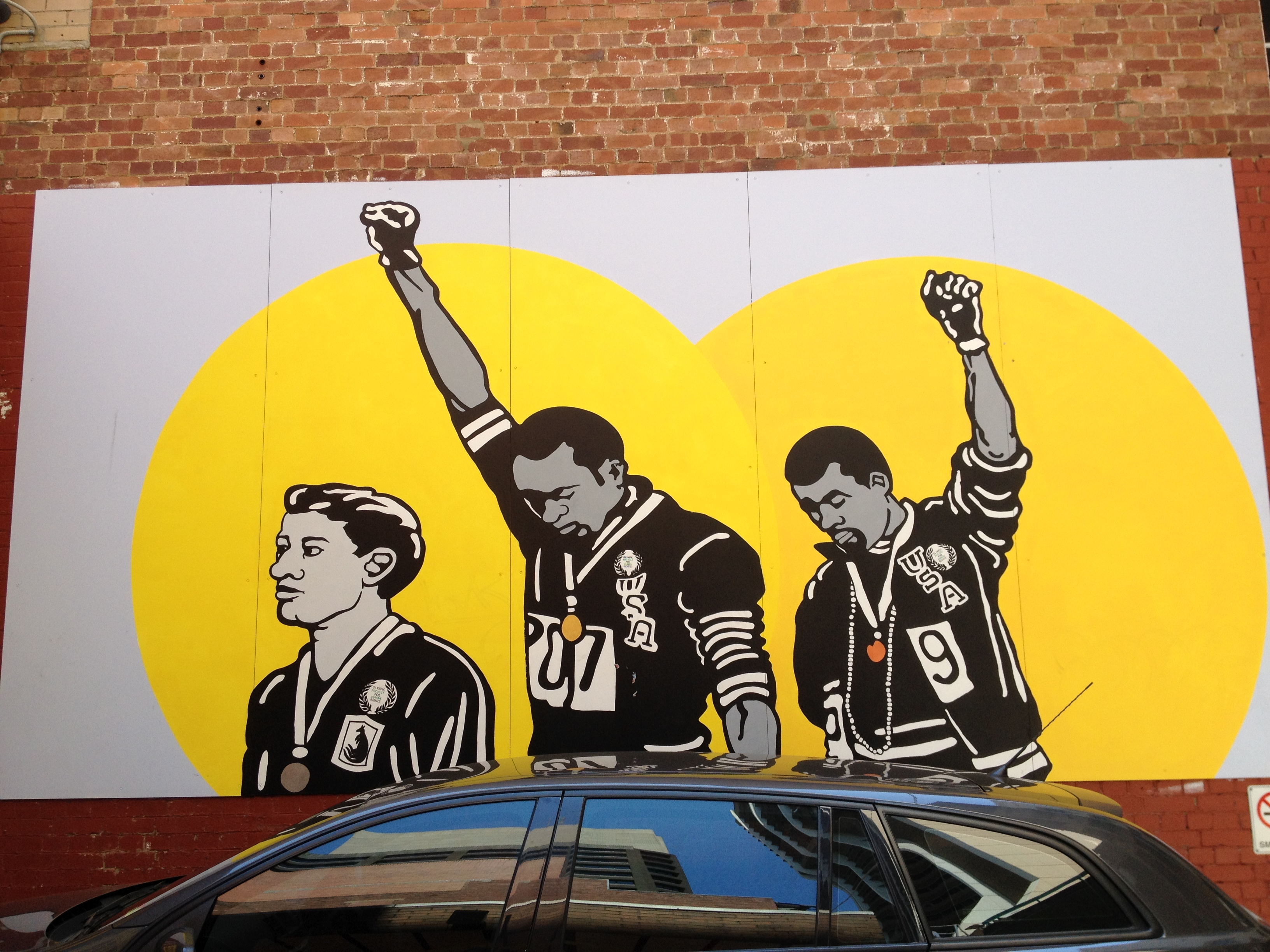
Représentation du podium des Jeux olympiques de 1968 à Brisbane.

Bien qu'étant le seul athlète à avoir détenu onze records mondiaux simultanément en comprenant les records universitaires et par équipe, Tommie Smith ne fut pas directement élevé au statut d'athlète majeur, mais le sera au fil de l'évolution des mentalités. Le déclic vient en 1978 où il est intronisé au Temple de la renommée de l'athlétisme des États-Unis.
En 1995 il est un des entraîneurs aux Championnats du monde d'athlétisme en salle 1995 à Barcelone mais ne put participer aux Championnats du monde d'athlétisme 1997 d'Athènes à cause de son travail à l'université. En 1995 également il est intronisé au Hall of Fame afro-américain de Californie du sport.
Le documentaire Fists of Freedom: The Story of the '68 Summer Games (août 1999) sur les événements des Jeux olympiques de Mexico est diffusé sur la chaîne HBO. Celui-ci permet à Smith de donner sa version de l'histoire.
Néanmoins il faut attendre 2004 pour qu'un équipement sportif porte son nom, à Saint-Ouen, inauguré en sa présence. Pour l'occasion, il a aussi donné une conférence au lycée de la ville.
Une statue de l'artiste Rigo 23 à l'université d'État de San José commémorant le geste de Tommie Smith et de John Carlos lors des Jeux olympiques d'été de 1968 est créée en 2005. À la place du numéro 2, celle où se tenait l'Australien Peter Norman, on peut voir une plaque qui rend hommage au soutien de Peter Norman pour ses collègues athlètes et invite le passant à prendre parti en prenant la place et en devenant un acteur de la statue.
Le 17 mars 2007 la commune française de La Courneuve donne son nom à la Maison des Sports inaugurée aussi en sa présence, et Smith publie son autobiographie intitulée Silent Gesture avec l'écrivain David Steele.
En juillet 2008 Tommie Smith et John Carlos reçoivent le Arthur Ashe Courage Award en hommage à leur geste.

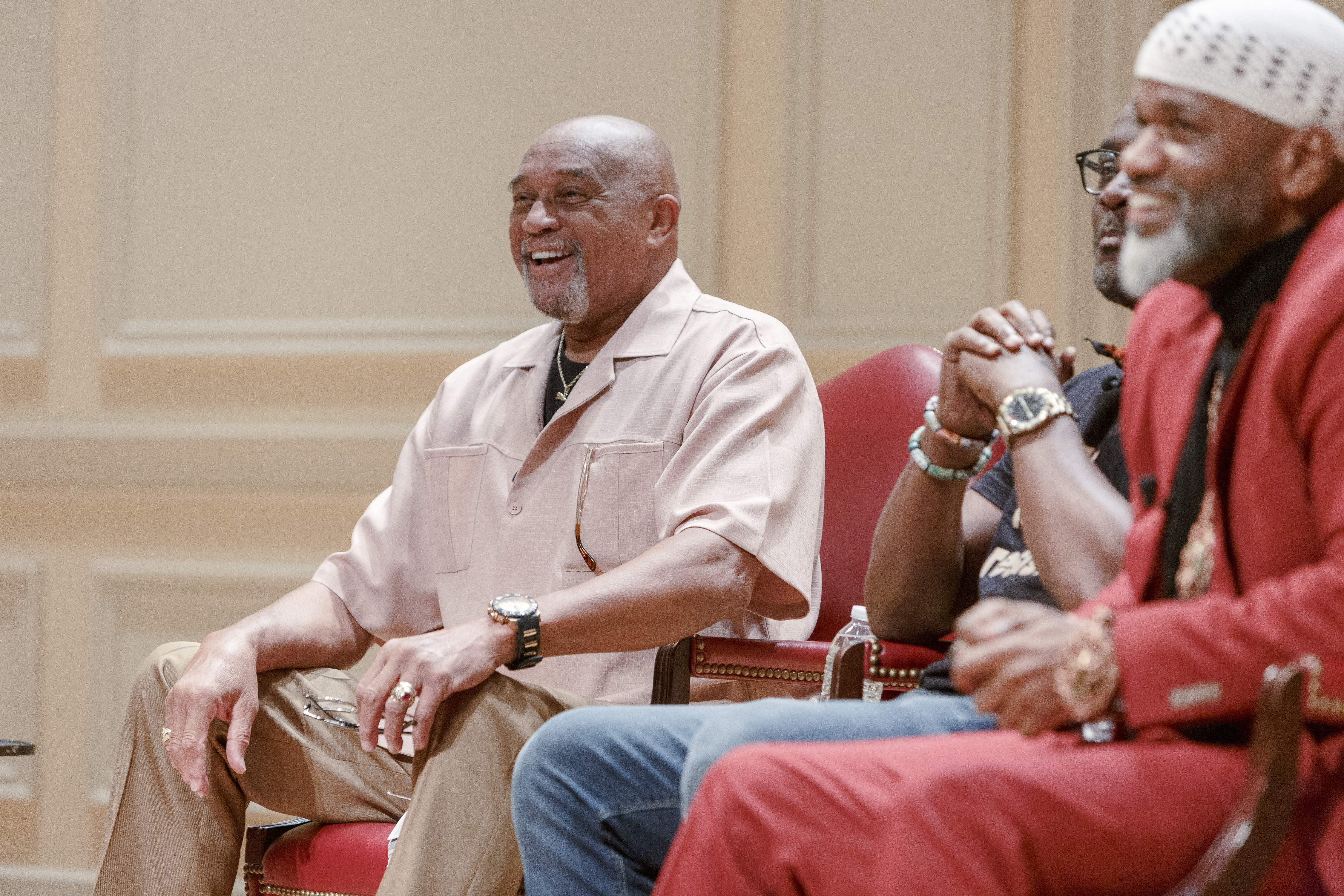
Tommie Smith en 2022.

Une statue de l'artiste Claude Cauquil, L'Homme droit, est érigée en Martinique au stade Pierre-Aliker de Fort-de-France, réalisation polychrome en tôle d'acier, de 8 mètres de haut. Elle a été inaugurée le 4 novembre 2011 en présence de Tommie Smith et de son épouse.
Le 30 septembre 2016, soit plusieurs décennies après avoir été ignorés, Smith et Carlos sont reçus à la Maison Blanche par le président Barack Obama.
Le 1er novembre 2019 il est intronisé en compagnie de John Carlos au Hall of Fame du Comité olympique et paralympique américain au cours d'une cérémonie à Colorado Springs, ce qui constitue la première promotion depuis 2012,.

### Divers
En août 2008 Tommie Smith offre comme cadeau d'anniversaire au triple médaillé d'or des Jeux olympiques d'été de 2008 de Pékin, Usain Bolt, une des chaussures qu'il portait aux Jeux olympiques d'été de 1968.
En octobre 2010 il met en vente sa médaille d'or olympique à une enchère de départ de 250 000 dollars.

## Palmarès

### International
| Date | Compétition     | Lieu   | Résultat | Épreuve |
| ---- | --------------- | ------ | -------- | ------- |
| 1967 | Universiade     | Tokyo  | 2e       | 100 m   |
| 1967 | Universiade     | Tokyo  | 1er      | 200 m   |
| 1968 | Jeux olympiques | Mexico | 1er      | 200 m   |

### National
- Championnats des États-Unis :
  - vainqueur du 200 m en 1967 et 1968[23]
- Championnats NCAA d'athlétisme :
  - vainqueur du 220 yards en 1967[24]

## Records du monde
- 200 mètres ligne droite : 19 s 5 (1966) temps également sur 220 yards
- 200 mètres : 20 s 0 (1966), temps également sur 220 yards
- 200 mètres : 19 s 83 (1968)
- 400 mètres : 44 s 5 (1967) et 440 yards : 44 s 8, dans la même course
- 4 × 200 mètres : 1 min 22 s 1 (1967)
- 4 × 400 mètres : 2 min 59 s 6 (1966)